# Érika Evantini
Érika Evanttini é uma atriz, escritora e diretora brasileira nascida no Rio de Janeiro. Érika ficou conhecida por interpretar Maria Leopoldina da Áustria em O Quinto dos Infernos em 2002 e Dulcinéa em Kubanacan em 2003 fez uma Participação em Começar de Novo (telenovela) com a personagem Teresa e fez participação em A Diarista e refez a parceria com Carlos Lombardi na Pé na Jaca   de 2007 e do Especial Casos e Acasos  a sua última foi na Novela de Duca Rachid e Thelma Guedes Cama de Gato (telenovela) como uma das mulheres de Solón Personagem de Daniel Boaventura.
Dados Pessoais
Érika escreveu os seguintes Livros Bem na Foto e Feliz em Paris e Maria faz Bolo uma homenagem à sua Filha Maria Clara , ela é torcedora do Clube de Regatas do Flamengo , ela é formada pelo  Teatro O Tablado participando das peças O Alfaiate do Rei e Leonce e Lena, Ela tem uma filha chamada Maria Clara .
Atualmente Érika estar afastada da Televisão .as continua firme na carreira de Escritora.